# Olivier Occéan
Olivier Occéan [ɔliv'je ɔkse'ã] (* 23. Oktober 1981 in Brossard, Québec) ist ein ehemaliger kanadischer Fußballspieler.

## Sportliche Laufbahn

### Vereinskarriere
Occéan, Sohn haitianischer Einwanderer, spielte zwischen 2001 und 2003 für die US-amerikanische Southern Connecticut State University in der Division II der NCAA und wurde zweimal in die Bestenauswahl All-American gewählt. Er spielte während seines Studiums auch in der USL Premier Development League für Vermont Voltage. Nach seinem Abschluss wurde er 2004 beim MLS-Superdraft von den MetroStars aus New York ausgewählt. Allerdings wurde bereits vor Saisonbeginn der MLS der norwegische Fußballclub Odd Grenland bei einem Testspiel auf Occéan aufmerksam. Schließlich wurde Occéan von den Norwegern verpflichtet, ohne dass er ein Pflichtspiel für die MetroStars absolviert hatte.
In der Tippeliga, der ersten norwegischen Fußball-Liga, erzielte Occéan für Odd Grenland in zwei Jahren 22 Tore in 46 Partien und wurde Ende 2005 vom Ligakonkurrenten Lillestrøm SK mit einem Fünfjahresvertrag abgeworben. In seiner ersten Saison bei Lillestrøm traf er zunächst überhaupt nicht, sein erstes Pflichtspieltor fiel erst im letzten Saisonspiel. Bis 2010 erzielte er 34 Tore in 91 Begegnungen und konnte außerdem 2007 den nationalen Pokal gewinnen.
Zu Beginn der Saison 2010/11 wechselte Occéan zum deutschen Drittligisten Kickers Offenbach. Beim OFC erzielte er 16 Tore in 30 Spielen.
In der Sommerpause 2011 wechselte Occéan zum damaligen Zweitligisten SpVgg Greuther Fürth. Er unterschrieb einen Dreijahresvertrag bis zum 30. Juni 2014. Für die Fürther debütierte er in der 2. Bundesliga am 15. Juli 2011 im Spiel gegen Eintracht Frankfurt, bei dem er in der Startelf stand und seinem Sturmpartner Christopher Nöthe einen Treffer auflegte. Insgesamt kam er in der Saison 2011/12 auf 33 Einsätze, in denen er 17 Treffer erzielte und zusammen mit Alex Meier und Nick Proschwitz Torschützenkönig der zweiten Liga wurde.
Zur Saison 2012/13 wurde Occéan von Eintracht Frankfurt verpflichtet. Er unterschrieb einen Dreijahresvertrag. Zur Saison 2013/14 wurde er für zwei Jahre an den 1. FC Kaiserslautern verliehen. Am 20. Juli 2013 debütierte er für den FCK am 1. Spieltag im Auswärtsspiel gegen den SC Paderborn, das der FCK mit 1:0 gewann. Am 12. November 2014 wurde sein Vertrag bei Kaiserslautern aufgelöst.
Im Januar 2015 kehrte Occéan leihweise zum Odds BK zurück, wohin er nach Ablauf seines Vertrags in Frankfurt im Juli 2015 fest wechselte.
Anfang 2018 verließ er den Verein wieder und wechselte zunächst für ein halbes Jahr zum unterklassigen Verein Urædd FK, ehe er sich im Juli 2018 dem Zweitligisten Mjøndalen IF anschloss und mit 5 Toren in 14 Spielen zu dessen Aufstieg in die Eliteserie beitrug. In der Spielzeit 2019 trug er mit 6 Treffern in 25 Spielen zum Klassenerhalt bei. Im Februar 2020 wechselte er zurück zu Urædd FK und beendete dort am Ende der Saison 2022 seine aktive Karriere.

### Auswahleinsätze
Im Jahr 2002 war der Angreifer für die U-23 Kanadas am Ball. Zwei Jahre später trat Occéan bei einem Freundschaftsspiel gegen Wales erstmals für die kanadische A-Nationalmannschaft an. Zwei seiner Treffer im Nationalmannschaftsdress erzielte er beim 7:0-Sieg Kanadas am 7. Oktober 2011 gegen St. Lucia. In acht Jahren erzielte er in 28 A-Länderspielen sechs Treffer für sein Land.

## Erfolge
- Norwegischer Pokalsieger 2007
- Torschützenkönig der 2. Bundesliga 2011/12 mit 17 Treffern (mit zwei anderen Spielern)

## Trivia
Sein Name wird in den deutschen Medien meist falsch wie das englische Wort „ocean“ ausgesprochen. Occéan spricht Englisch, Französisch, Norwegisch, Deutsch und Haitianisch-Kreolisch.